# رونی بیکر
رونی بیکر (انگلیسی: Ronnie Baker؛ زادهٔ ۱۵ اکتبر ۱۹۹۳) دونده سرعت اهل ایالات متحده آمریکا است.